# Guerra del Rei Philip
L'anomenada  guerra de rei Philip  o del  Rei Felip  és un violent conflicte que va tenir lloc entre 1675 i 1676 entre els colons arribats a Amèrica del Nord i els indis que habitaven el que ara es coneix com a Nova Anglaterra (Estats Units).
Els indis Wampanoag van donar la benvinguda i van ajudar els Pelegrins, primers colons, a sobreviure un hivern per al qual no estaven preparats. La seva convivència va ser pacífica al principi, però la contínua arribada de colons europeus i la seva expansió cap a l'interior del continent, els va portar a envair cada vegada més terres dels indis. Això va començar a ocasionar continus enfrontaments, fins que en 1675 es va desencadenar el conflicte que seria definitiu: La guerra del rei Philip. Philip era el nom cristià del cap dels Wampanoag,  Metacomet . Els colons es referien als caps indis com  rei . Philip va ser capturat pels anglesos. Va emmalaltir i va morir mentre era captiu. La seva mort va provocar la ira dels nadius.
Les conseqüències de la guerra van ser dramàtiques per a ambdós bàndols, però, especialment, per a les poblacions indígenes: els Narragansett, els Wampanoag, els Podunk, els Nipmuck, els Mohicans i altres poblats van ser, pràcticament, exterminats. El museu dels Pelegrins, a més, indica que la manera de vida dels indis a Nova Anglaterra va ser erradicat. Els supervivents van ser fets esclaus i venuts fora de la regió.